# Karol Behrendt
Karol Behrendt (ur. 14 kwietnia 1995 w Chojnicach) – polski siatkarz, grający na pozycji środkowego. Od sezonu 2016/2017 występuje w drużynie Krispol Września.

## Sukcesy klubowe
Superpuchar Polski:
- 2015